# 강태윤
강태윤(1965년 9월 15일 ~)은 삼성 라이온즈에서 뛰었던 재일교포 야구 선수다.

## 같이 보기
- 1993년 삼성 라이온즈 시즌